# Юсупова, Зинаида Николаевна
Княжна, затем княгиня Зинаи́да Никола́евна Юсу́пова (2 [14] сентября 1861, Санкт-Петербург, Российская империя — 24 ноября 1939, Париж, Франция) — богатейшая российская наследница своего времени, последняя в роду Юсуповых, крупная благотворительница.
Последняя перед национализацией владелица подмосковной усадьбы Архангельское. Кавалерственная дама баварского ордена Терезы (1880).

## Биография

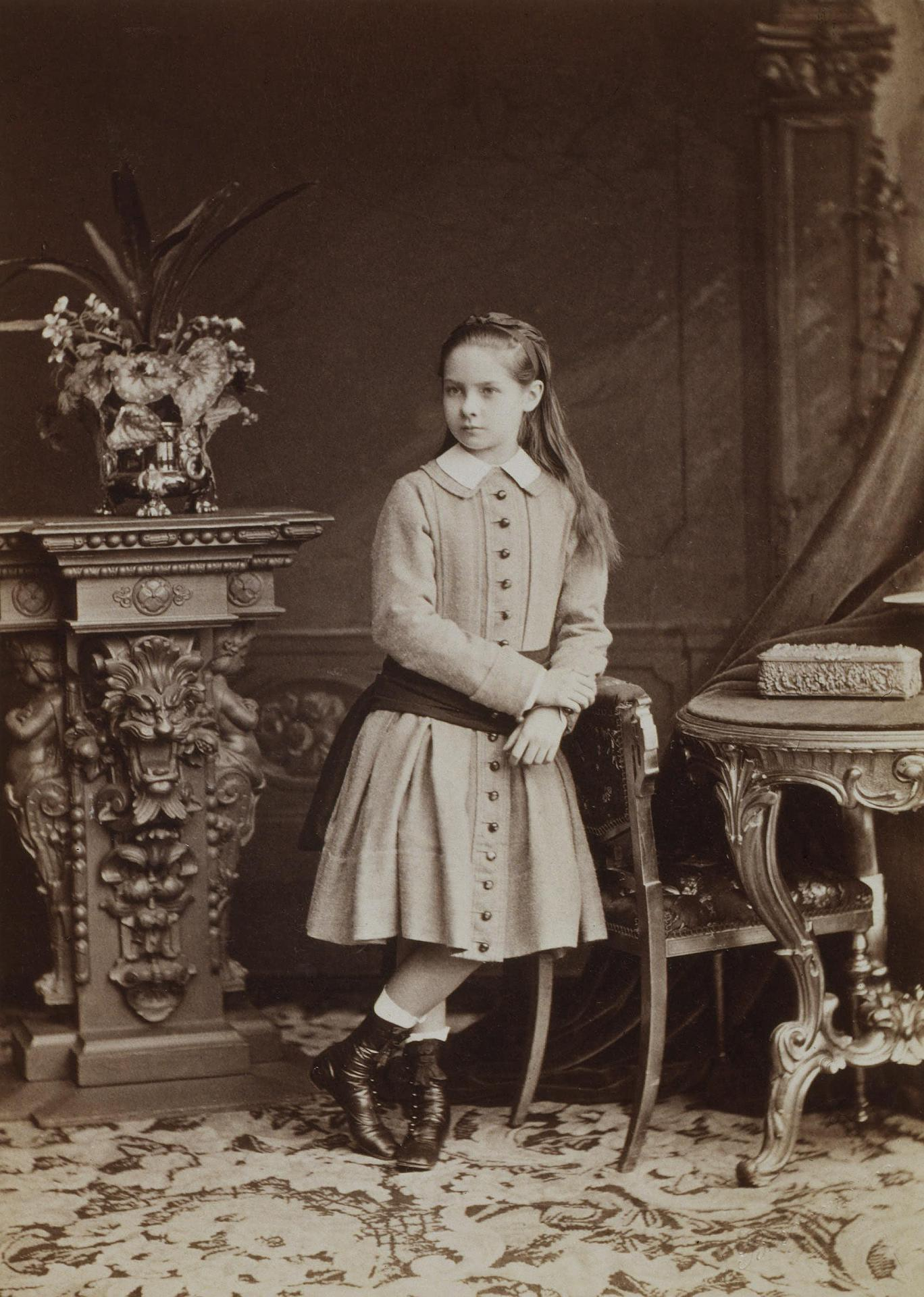
Зинаида Николаевна в конце 1860-х гг

Дочь Николая Борисовича Юсупова, последнего представителя рода князей Юсуповых по мужской линии; по матери, Татьяне Александровне, — внучка графа А. И. Рибопьера. В семье родилось трое детей: Борис (умерший в младенчестве), Зинаида и Татьяна. Имя, согласно юсуповской традиции, получила в честь бабки, графини де Шово. Благодаря родителям, дом которых был открыт для людей науки и искусства, княжны получили прекрасное образование и воспитание. Уже в семь лет Зинаида могла принять гостей и поддержать светский разговор.

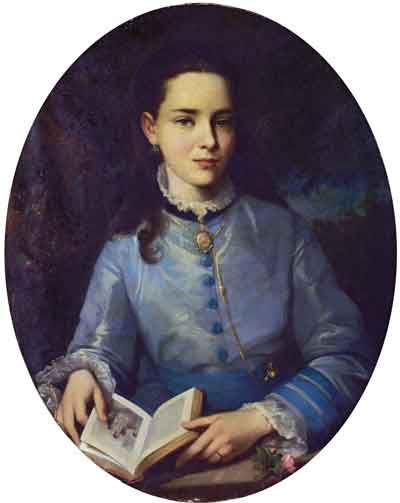
В юности

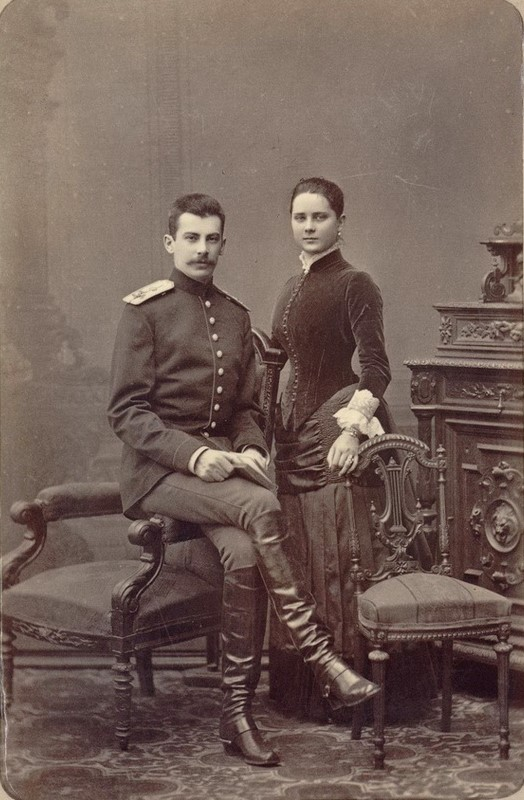
Княжна Зинаида Николаевна Юсупова и жених граф Феликс Феликсович Сумароков-Эльстон. 1882 г

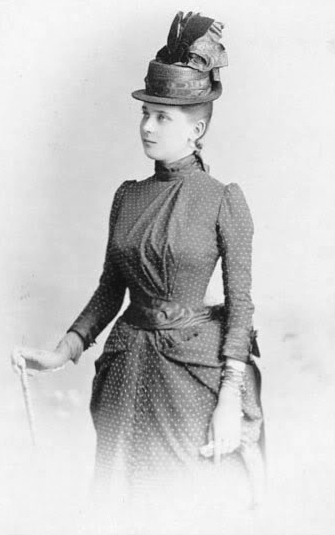
Зинаида Юсупова в 18 лет

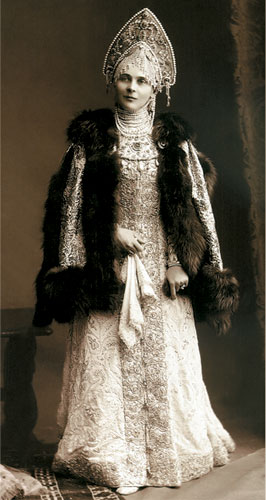
На костюмированном балу 1903 года

Князь Феликс позднее писал в своих воспоминаниях: «Матушка была восхитительна. Высока, тонка, изящна, смугла и черноволоса, с блестящими, как звезды, глазами. Умна, образованна, артистична, добра. Чарам её никто не мог противиться». Одна из блестящих красавиц Петербурга, единственная наследница громадного состояния, княжна Юсупова была самой завидной невестой России. Николай Борисович надеялся, что дочь сделает партию. 
Руки её просили знаменитые европейцы, в том числе августейшие, однако она отказала всем, желая выбрать супруга по своему вкусу. Дед мечтал увидать дочь на троне и теперь огорчался, что она не честолюбива.
 В конце 1870-х годов к Юсуповой сватался князь Александр Баттенберг, но зная, что тот только добивается её денег, она просто отказала ему. А. А. Игнатьев в своих мемуарах отмечал, что несмотря на то, что княжна была «столь прелестна с седеющими с ранних лет волосами, обрамлявшими лицо, озарённое лучистыми серыми глазами», и гвардейские офицеры «богатыми невестами<> не брезговали», к ней свататься опасались «из боязни запятнать себя браком по расчёту».
Каким-то друзьям удалось, наконец, убедить одного из кавалергардских офицеров, хоть и недалёкого, но богатого и носившего уже двойную фамилию Сумароков-Эльстон, жениться на Юсуповой. Неглупая и очаровательная супруга сделала карьеру этого заурядного гвардейца, но ума, конечно, ему придать не смогла.
4 апреля 1882 года Зинаида Николаевна вышла замуж за графа Феликса Сумарокова-Эльстона, сына графа Феликса Николаевича Сумарокова-Эльстона и графини Елены Сергеевны Сумароковой, которому после свадьбы высочайшим указом было пожаловано право именоваться двойным титулом — князем Юсуповым, графом Сумароковым-Эльстоном. Венчались в Петербурге в церкви Св. Двенадцати апостолов при Главном управлении почт и телеграфов. Брак был счастливым, несмотря на разность характеров. Их сын Феликс писал, что «он был прежде всего солдат и не любил интеллектуальные круги, где нравилось бывать его жене», и из любви к мужу мать была вынуждена пожертвовать «своими личными вкусами».
Будучи ведущей фигурой в предреволюционном светском обществе, княгиня Юсупова прославилась не только красотой, но и щедростью гостеприимства. Юсуповы жили широко, устраивая грандиозные балы и приёмы, на которые приглашались члены императорской семьи и представители иностранных домов.
Зинаида Николаевна любила посещать балы и великолепно исполняла русские танцы. Юсуповы участвовали в знаменитом костюмированном бале в Зимнем дворце в феврале 1903 года. Великий князь Александр Михайлович позднее вспоминал: «На балу шло соревнование за первенство между великой княгиней Елисаветой Фёдоровной (Эллой) и княгиней Зинаидой Юсуповой. Сердце моё ныло при виде этих двух „безумных увлечений“ моей ранней молодости. Я танцевал все танцы с княгиней Юсуповой до тех пор, пока очередь не дошла до „русской“. Княгиня танцевала этот танец лучше любой заправской балерины, на мою же долю выпали аплодисменты и молчаливое восхищение». Ему вторил Феликс Юсупов, сообщая, что матушка «плясала так прекрасно», что «её вызывали пять раз».
Много времени, сил и средств княгиня Юсупова тратила на благотворительную деятельность. Под её патронажем находился целый ряд учреждений: приюты, больницы, гимназии, церкви, причём не только в Петербурге, но и по всей стране. Во время русско-японской войны Зинаида Николаевна была шефом военно-санитарного поезда на фронте, а во дворцах и имениях Юсуповых были организованы санатории и больницы для раненых. Являясь членом комитета по устройству в Москве Музея изящных искусств, она пожертвовала средства и предметы искусства на создание греко-римского зала, носившего впоследствии её имя. Знавший Зинаиду Николаевну с юношеских лет, великий князь Александр Михайлович писал: «Женщина редкой красоты и глубокой духовной культуры, она мужественно переносила тяготы своего громадного состояния, жертвуя миллионы на дела благотворительности и стараясь облегчить человеческую нужду».
Старший сын княгини, Николай, был убит на дуэли в 1908 году, это событие вызвало нервное расстройство и бросило тень на всю оставшуюся часть её жизни. Семья Юсуповых была особенно близка с великим князем Сергеем Александровичем и его супругой, Елизаветой Фёдоровной. Их подмосковные имения находились по соседству, а Юсупов был адъютантом великого князя. Тёплые отношение были и с обеими императрицами, но в последние годы перед революцией Зинаида Николаевна стала серьёзным критиком императрицы Александры Федоровны из-за увлечения последней Распутиным, что привело к полному разрыву. Об их последней встрече летом 1916 года и «холодном приёме» её сын Феликс Юсупов писал: «… царица, молча её слушавшая, поднялась и рассталась с ней со словами: „Надеюсь, я больше никогда вас не увижу“».

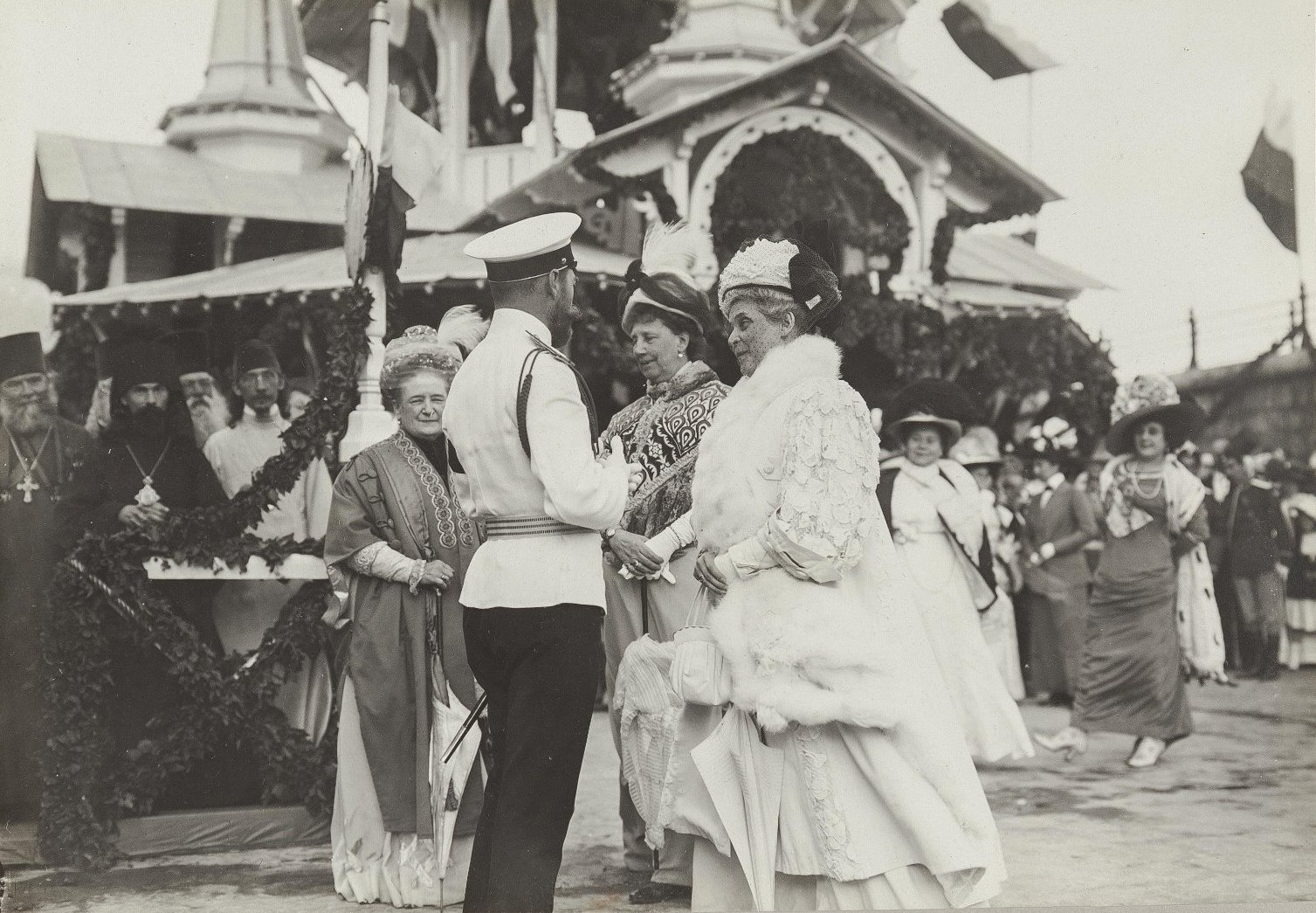
Николай II и Зинаида Николаевна Юсупова. Ялта. 1911 г

Вскоре после начала волнений Юсуповы покинули Петербург и поселились в Крыму. Перед захватом региона большевиками, 13 апреля 1919 года они покинули Россию (вместе с семьей вел.кн. Александра Михайловича) на британском линкоре «Мальборо» в ходе Крымской эвакуации 1919 года и эмигрировали в Италию. Старшие Юсуповы жили в Риме, сын с невесткой и внучкой перебрались в Лондон. В отличие от многих русских эмигрантов, Юсуповы смогли вывезти за границу ряд ценностей и имели там некоторую недвижимость. Зинаида Николаевна продолжила заниматься благотворительностью, при её содействии были созданы: бюро поиска работы, бесплатная столовая для эмигрантов, белошвейная мастерская. Журналист П. П. Шостаковский, встречавшийся с Юсуповой в 1920-е годы, писал: «Самая из них умная и толковая оказалась старуха Юсупова. <…> Старуха-княгиня не поминала прошлого. …Короче говоря, не только приняла как неизбежное создавшееся положение, но и старалась облегчить другим выход на новую дорогу, дать возможность заработать себе кусок хлеба.»
После смерти мужа Зинаида Николаевна переехала в Париж, к сыну и его жене, где умерла в 1939 году. Похоронена на русском кладбище Сент-Женевьев-де-Буа рядом с сыном, невесткой и внучкой.

## Портреты

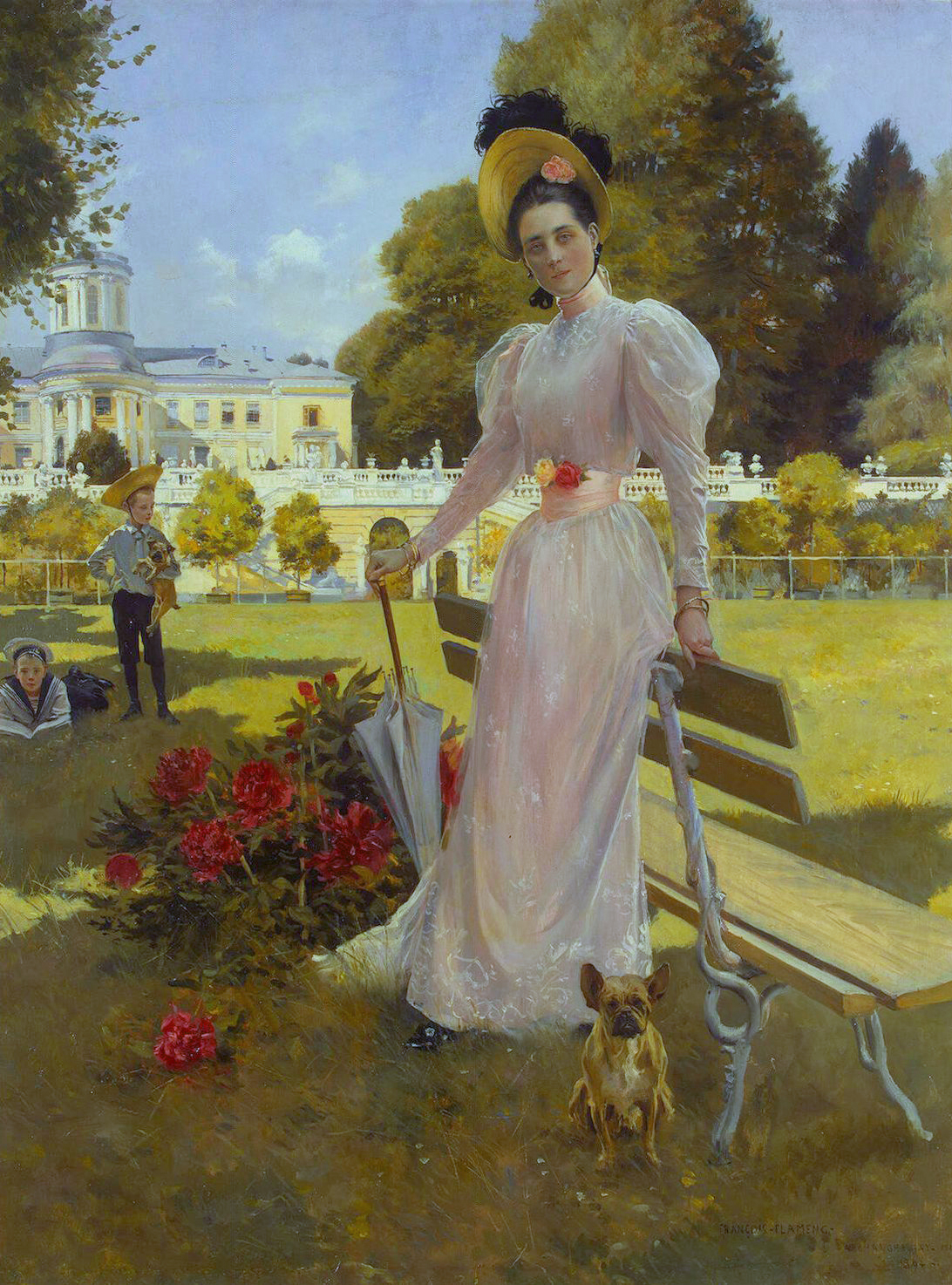
Ф. Фламенг. Княгиня Юсупова с сыновьями в Архангельском (1894)
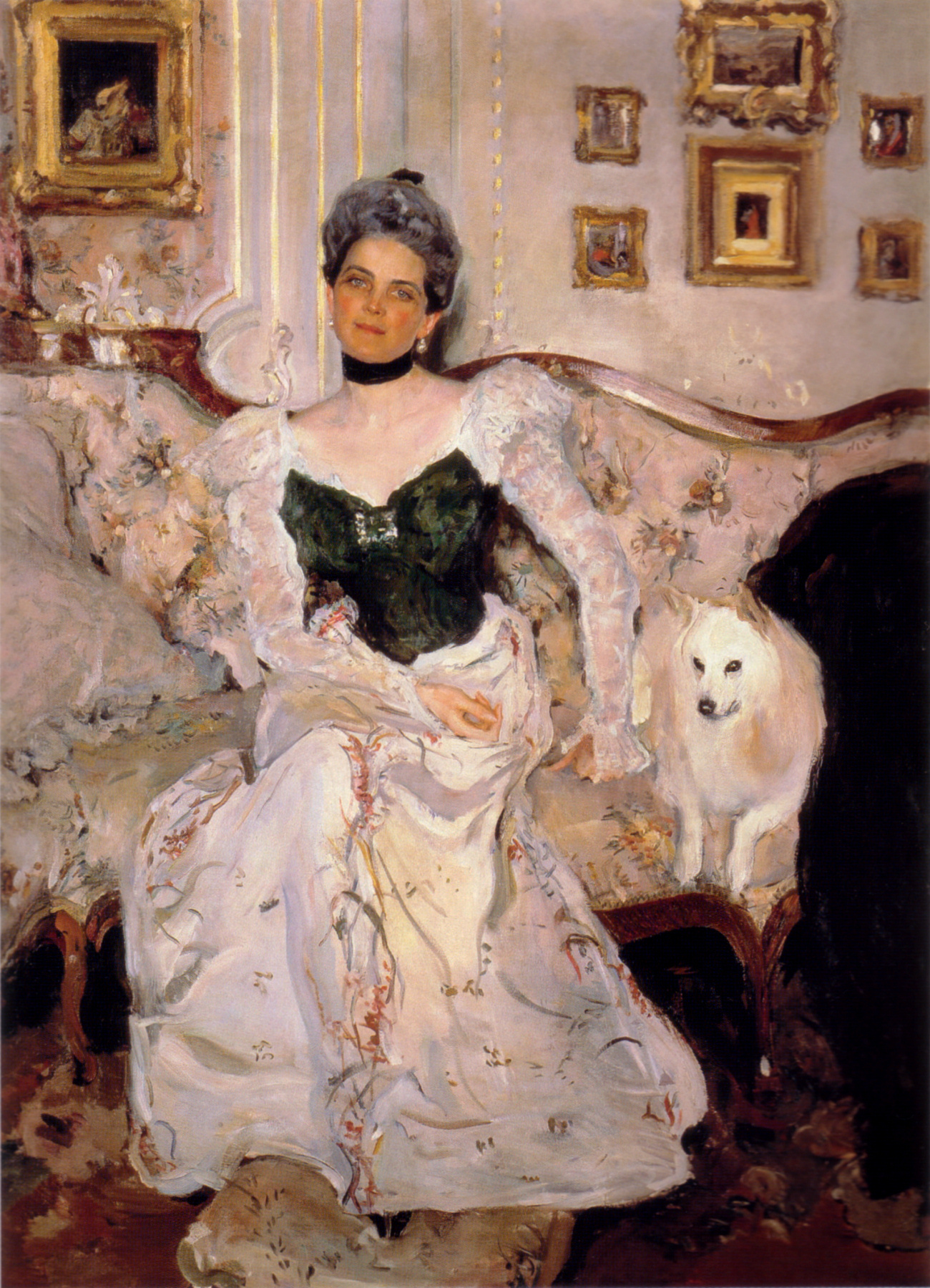
В. А. Серов. Княгиня Юсупова в своём дворце на Мойке (1900—1902)
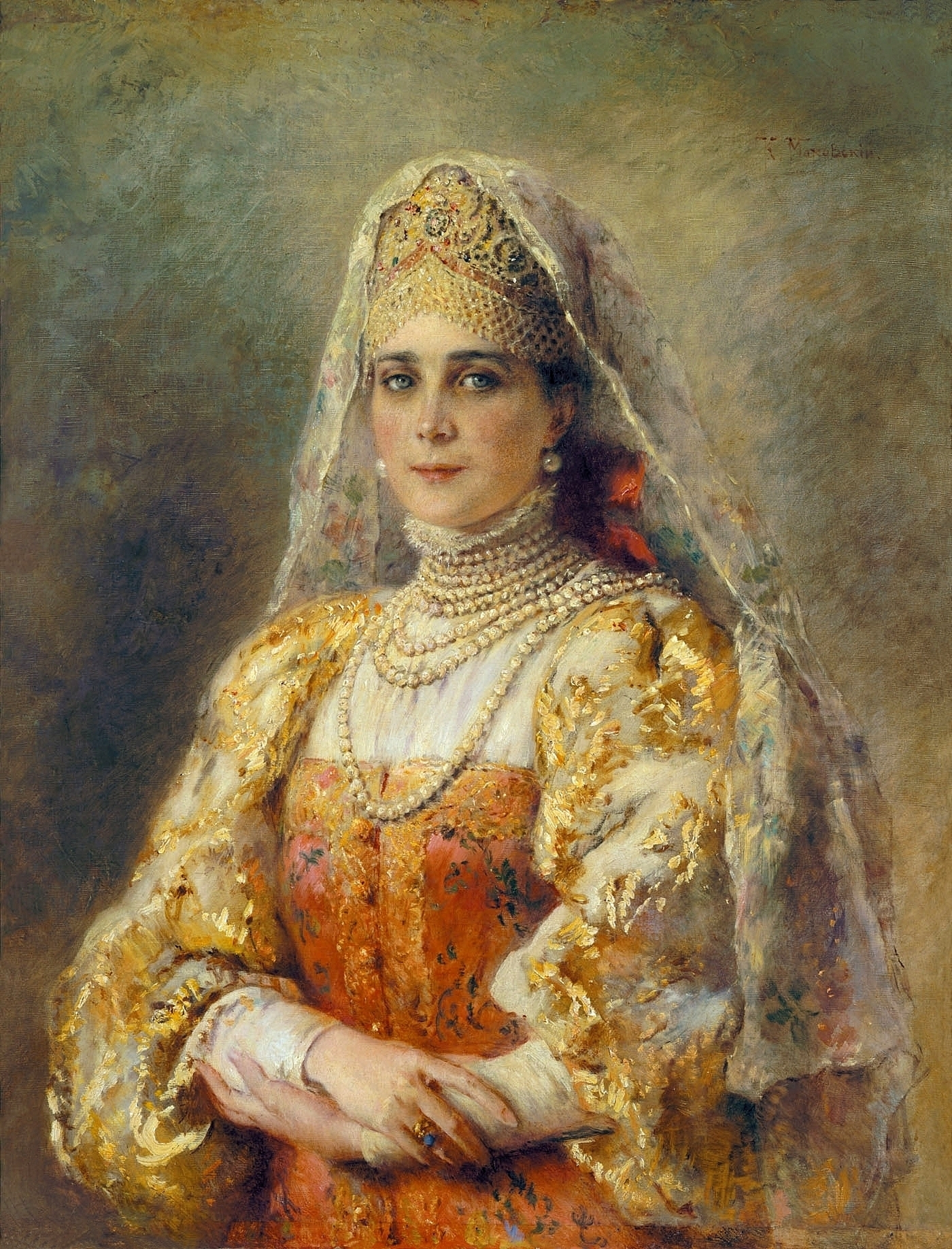
К. Е. Маковский. Княгиня Юсупова в русском костюме (1900-е)

Известны салонные портреты З. Н. Юсуповой кисти В. А. Серова, парадный портрет Франсуа Фламенга, на котором она изображена со знаменитой жемчужиной «Пелегрина», а также работа К. Маковского «Портрет княгини Зинаиды Николаевны Юсуповой в русском костюме». Кроме того, княгиню и её семью писали художники: В. К. Штембер, Н. П. Богданов-Бельский, К. П. Степанов, Н. Н. Беккер.
В 1883 году И. К. Макаров, возможно, по случаю замужества Зинаиды Николаевны, написал большой парадный портрет Юсуповой (ГРМ).
Французский живописец Франсуа Фламенг в июне 1894 года, находясь в усадьбе Архангельское, исполнил два портрета княгини: сидящей в кресле и прогуливающейся с двумя сыновьями на фоне парка и дворца в Архангельском.
«Портрет З. Н. Юсуповой в русском костюме» работы К. Е. Маковского, написанный около 1895 года в присущей автору манере красочных, театральных полотен в «русском стиле», находился в кабинете князя Ф. Ф. Юсупова-Сумарокова-Эльстон в доме в Большом Харитоньевском переулке. Ныне хранится в Государственном Историческом музее.
«Портрет княгини З. Н. Юсуповой» Серова впервые экспонировался на выставке «Мира искусства» в начале 1902 года в Петербурге. Портрет вызвал противоречивые оценки: И. Грабарь считал, что «слабое место произведения — композиция», Б. Терновец назвал позу «вымученной, мало объяснимой». Этот портрет, как и другие работы Серова, относимые к юсуповскому циклу («Портрет Ф. Ф. Юсупова на коне», «Портрет Ф. Ф. Юсупова с бульдогом» и «Портрет Н. Ф. Юсупова»), находится в Русском музее.
Более восторженными отзывами были встречены два небольшие портрета, написанные позднее. Об одном, известном по фотографии, Грабарь писал: «То было одно из самых вдохновенных и совершенных созданий Серова». Ныне один из них хранится в Нижегородском художественном музее.

## Семья

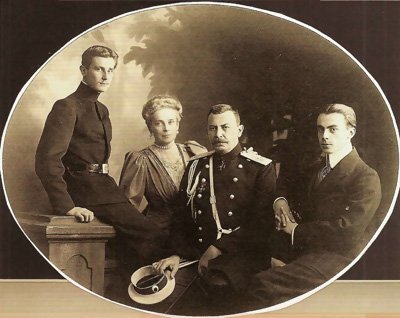
Чета Юсуповых с сыновьями

Весной 1882 года княжна Зинаида Юсупова вышла замуж за графа Феликса Сумарокова-Эльстона (1856—1928), впоследствии генерал-лейтенанта, главноначальствующего в Москве, начальника Московского военного округа. В браке родились четыре сына, из которых двое умерли младенцами, а двое достигли зрелого возраста:
- Николай (1883—1908), выпускник юридического факультета Петербургского университета. Влюбившись в графиню Марину Александровну Гейден[15], он собрался жениться, но родители были решительно против: девушка пользовалась дурной славой в свете[16] и считалась плохой партией. Молодые люди планировали побег, но им помешала мать Марины. Замужество графини Гейден с графом Арвидом Мантейфелем не мешало ей тайно встречаться с Юсуповым. Оскорблённый Мантейфель вызвал Николая на дуэль, в которой тот был убит. По другой версии, страдающий Николай обратился за помощью к известному столичному оккультисту Шинскому. Тот сказал, что ангел-хранитель требует от Николая бороться за свою любовь, и Юсупов вызвал мужа Марины на дуэль.
- Феликс (1887—1967); породнился с императором Николаем II, взяв в жёны его племянницу Ирину; также известен участием в убийстве Распутина, которое мать полностью оправдала: «Ты убил чудовище, терзавшее страну. Ты прав. Я горжусь тобой»[17].